# Tyson Pedro
Tyson Pedro (Sydney, 17 de setembro de 1991) é um lutador de artes marciais mistas (MMA) australiano. Atualmente luta pelo Ultimate Fighting Championship, na categoria dos meio-pesados.

## Carreira no MMA

### Ultimate Fighting Championship
Pedro fez sua estreia no UFC contra Khalil Rountree, no UFC Fight Night: Whittaker vs. Brunson. Anderson Silva havia apontado Rountree, seu companheiro de treinos, como futuro campeão do Ultimate. Não foi desta vez, porém, que o "Cavalo de Guerra" venceu na organização. No UFC Austrália, ele perdeu para Tyson Pedro, por finalização, aos 4m07s do primeiro round, amargando o segundo revés consecutivo. A vitória também rendeu um dos bônus de Performance da Noite para Pedro. 
Em seguida, Pedro enfrentou Paul Craig, no UFC 209. No duelo de pesos-meio-pesados invictos, Tyson Pedro se deu melhor sobre o escocês Paul Craig. Em sua segunda luta no UFC, o australiano conseguiu uma vitória por nocaute técnico aos 4m10s do primeiro round, e chegou ao sexto triunfo na carreira - todos no primeiro round. Por outro lado, Craig, algoz do brasileiro Luis Henrique da Silva, conheceu a primeira derrota no MMA em 10 lutas como profissional.
No UFC 215, lutou contra Ilir Latifi, perdendo por decisão unânime, sendo essa sua primeira derrota como profissional no MMA.
Em seguida somou mais três derrotas amargas em seu cartel, incluindo uma por nocaute contra o ex campeão Maurício Shogun

## Cartel no MMA
| Cartel no MMA   |            |            |
| 12 lutas        | 9 vitórias | 3 derrotas |
| Por nocaute     | 4          | 1          |
| Por finalização | 5          | 1          |
| Por decisão     | 0          | 1          |

| Res.    | Cartel | Oponente           | Método                                   | Evento                                       | Data       | Round | Tempo | Local                | Notas                                 |
| ------- | ------ | ------------------ | ---------------------------------------- | -------------------------------------------- | ---------- | ----- | ----- | -------------------- | ------------------------------------- |
| Vitória | 9-3    | Harry Hunsucker    | Nocaute Técnico (chute no corpo e socos) | UFC 278: Usman vs. Edwards 2                 | 20/08/2022 | 1     | 1:05  | Salt Lake City, Utah |                                       |
| Vitória | 8-3    | Ike Villanueva     | Nocaute (chute na perna e socos)         | UFC Fight Night: Lemos vs. Andrade           | 23/04/2022 | 1     | 4:55  | Las Vegas, Nevada    |                                       |
| Derrota | 7-3    | Mauricio Rua       | Nocaute Técnico (socos)                  | UFC Fight Night: dos Santos vs. Tuivasa      | 01/12/2018 | 3     | 0:43  | Adelaide             |                                       |
| Derrota | 7-2    | Ovince St. Preux   | Finalização (chave de braço)             | UFC Fight Night: Cowboy vs. Edwards          | 23/06/2018 | 1     | 2:54  | Kallang              |                                       |
| Vitória | 7-1    | Saparbek Safarov   | Finalização (kimura)                     | UFC 221: Romero vs. Rockhold                 | 10/02/2018 | 1     | 3:54  | Perth                |                                       |
| Derrota | 6-1    | Ilir Latifi        | Decisão (unânime)                        | UFC 215: Nunes vs. Shevchenko II             | 09/09/2017 | 3     | 5:00  | Edmonton, Alberta    |                                       |
| Vitória | 6-0    | Paul Craig         | Nocaute Técnico (cotoveladas)            | UFC 209: Woodley vs. Thompson II             | 04/03/2017 | 1     | 4:10  | Las Vegas, Nevada    |                                       |
| Vitória | 5-0    | Khalil Rountree    | Finalização (mata leão)                  | UFC Fight Night: Whittaker vs. Brunson       | 26/11/2016 | 1     | 4:07  | Melbourne            | Estreia no UFC; Performance da Noite. |
| Vitória | 4-0    | Steven Warby       | Finalização (mata leão)                  | AFC 17 - Australian Fighting Championship 17 | 15/10/2016 | 1     | 3:05  | Melbourne            |                                       |
| Vitória | 3-0    | Don Endermann      | Finalização (mata leão)                  | AFC 16 - Sosoli vs. Tuivasa                  | 18/06/2016 | 1     | 2:27  | Melbourne            |                                       |
| Vitória | 2-0    | Michael Fitzgerald | Finalização (guilhotina)                 | Urban Fight Night 6 - Make or Break          | 12/03/2016 | 1     | 2:20  | Liverpool            |                                       |
| Vitória | 1-0    | Charlie Ngaheu     | Nocaute (soco)                           | Eternal MMA 3 - Friday Night Fights          | 27/09/2013 | 1     | 0:31  | Gold Coast           | Estreia no MMA.                       |